# Сафобахш (Пенджикентский район)
Сафобахш (тадж. Сафобахш; до 2016 г. — Мугулони Поён, тадж. Муғулони Поён) — село в Пенджикентском районе Согдийской области Таджикистана
Административно входит в состав джамоата Амондара. 